# هندسة محوسبة

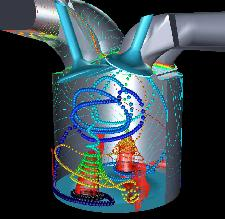
محاكاة محرك تجريبي

العلوم والهندسة المحوسبة  (Computational Science and Engineering)هو مجال جديد نسبيًا يتعامل مع تطوير وتطبيق النماذج والمحاكاة الحسابية، وغالبًا ما يقترن بـالرياضيات الحسابية والتطبيقية، والحوسبة عالية الأداء، ويستخدم لحل المشاكل الفيزيائية المعقدة الناشئة في التحليل الهندسي والتصميم، بالإضافة إلى نمذجة وتحليل الظواهر الطبيعية، وتعد العلوم والهندسة الحسابية هي «الفرع الثالث للاكتشاف العلمي» (بجوار النظرية والتجريب).

## نبذة
تعتبر المحاكاة الحاسوبية جزءً أساسياً للأعمال والبحوث في العديد من المجالات، وتوفر المحاكاة الحاسوبية القدرة على دخول المجالات التي لا يمكن الوصول إليها بالتجربة التقليدية أو التي يكون فيها إجراء التحليلات التجريبية التقليدية باهظ الثمن.
ظهر تخصص العلوم والهندسية الحسابية كمجال يربط العديد من التخصصات العلمية، ويعتمد على أساسيات حسابية وحاسوبية منها الرياضيات الحسابية والتطبيقية والفيزياء الحاسوبية والحوسبة العلمية، وتتنوع تطبيقات هذا التخصص في العديد من مجالات العملية والهندسية، حيت يُستخدم في مجالات الفيزياء والكيمياء والأحياء والطب والاقتصاد، بالإضافة إلى مجالات هندسية عديدة مثل الهندسة الميكانيكية والمدنية والصناعية والنووية وهندسة الطيران والفضاء وغيرها.
تعد الهندسة الحسابية مجالاً مختلفاً عن مجالات الحاسوب الأخرى كعلوم الحاسوب وهندسة الحاسوب، ولا يجب الخلط بينهم، على الرغم من ان الهندسة الحسابية تستخدم هذه المجالات بشكل كبير، على سبيل المثال: الخوارزميات، وهياكل البيانات والحوسبة المتوازية والحوسبة عالية الأداء. كما أن الهندسة الحسابية تستخدم أيضاً لنمذجة وحل المشاكل الهندسة في بعض مجالات علوم وهندسة الحاسوب.
يعد تخصص العلوم والهندسة الحسابية تخصصاً أكاديمياً متقدماً، وتقوم العديد من المنشآت الأكاديمية والجامعات بتوفير هذا التخصص كبرنامج الماجستير أو الدكتوراه.

## الطرق
تتضمن طرق وأطر العلوم والهندسة الحسابية المجالات التالية:
- الحوسبة عالية الأداء وتقنيات لاكتساب الكفاءة الحوسبية (من خلال التغيير في المعمارية الحاسوبية والخوارزميات المتوازية وما إلى ذلك)
- النمذجة العلمية والمحاكاة الحسابية
- خوارزميات لحل المشاكل المنفصلة والمستمرة
- تحليل البيانات والتصوير البياني
- الأسس الرياضية: الجبر الخطي العددي والتطبيقي، مشاكل القيمة الأولية والحدودية، تحليل فورييه، التحسين
- علم البيانات لتطوير الطرق والخوارزميات للتعامل مع المعارف واستخراجها من البيانات العلمية الكبيرة

## التطبيقات
تتنوع تطبيقات العلوم والهندسة الحسابية بشكل كبير، ومن هذه التطبيقات:
- هندسة الطيران والفضاء والهندسة الميكانيكية: نماذج الاحتراق في المحركات، ديناميكا المنشآت، ديناميكا الموائع الحسابية، الديناميكا الحرارية الحسابية، الميكانيكا الحسابية للمواد الصلبة، محاكاة اصطدام المركبات، الميكانيكا الحيوية، حسابات مسارات الأقمار الصناعية
- النظم الفيزيائية الفلكية والفيزياء الفلكية الحسابية
- أنظمة المحاكاة الميدانية الحربية والألعاب العسكرية، الأمن الداخلي، أنظمة الاستجابة للطوارئ
- علم الأحياء والطب: محاكاة تطوي البروتين، المعلوماتية الحيوية، علم الجينوم الحسابي، النمذجة العصبية الحسابية، نمذجة النظم البيولوجية (مثل الأنظمة البيئية والايكولوجية)، الموجات فوق الصوتية ثلاثية الأبعاد، التصوير بالرنين المغناطيسي، الشبكات الحيوية الجزيئية، نمذجة السرطان، السيطرة على النوبات
- الكيمياء: حساب هياكل وخصائص المركبات الكيميائية والجزيئات والمواد الصلبة، الكيمياء الحاسوبية والمعلومات الكيميائية، محاكاة الميكانيكا الجزيئية والديناميكية الجزيئية، الطرق الكيميائية الحسابية في فيزياء الحالة الصلبة، نقل التلوث الكيميائي
- الهندسة المدنية: تحليل العناصر المنتهية، نماذج الهياكل والأحمال، هندسة التشييد والبناء، أنظمة وشبكات توزيع المياه، أنظمة النقل والمواصلات
- هندسة الحاسوب والهندسة الكهربائية والاتصالات: الدارات الالكترونية الفائقة، الكهرومغناطيسية الحسابية، نمذجة أشباه الموصلات، محاكاة الإلكترونيات الدقيقة، البنية التحتية للطاقة، محاكاة موجات الراديو، محاكاة شبكات الحاسب
- علم الأوبئة: النماذج الحسابية لانتشار الامراض المعدية والجوائح (كالانفلونزا وجائحة فيروس كورونا)
- الهندسة البيئية والتنبؤ الحسابي بالطقس: البحوث المناخية، الجيوفيزياء الحاسوبية والمسح السيزمي الحسابي، نمذجة الكوارث الطبيعية
- الاقتصاد والعلوم المالية: التسعير المشتق وإدارة المخاطر
- الهندسة الصناعية: انظمة المحاكاة ذات الحدث المنفصل ومحاكاة مونت كارلو (والتي تستخدم للأنظمة اللوجستية وأنظمة التصنيع على سبيل المثال)، شبكات الانتظار، التحسين الرياضي
- علم المواد: صناعة الزجاج والبوليمرات والبلورات
- الهندسة النووية: نمذجة المفاعلات النووية، محاكاة الحماية من الإشعاع، محاكاة الاندماج
- هندسة البترول: نمذجة مكامن البترول والتنقيب عن النفط والغاز
- الفيزياء: فيزياء الجسيمات الحسابية، الحساب التلقائي لتفاعل أو انحلال الجسيمات، نمذجة البلازما، المحاكاة الكونية
- وسائل النقل

## روابط خارجية
- Oden Institute for Computational Engineering and Sciences
- Scope of Computational engineering
- Society of Industrial and Applied Mathematics
- International Centre for Computational Engineering (IC2E)
- Georgia Institute of Technology, USA, MS/PhD Programme Computational Science & Engineering
- The graduate program for the University of Tennessee at Chattanooga
- Master and PhD Program in Computational Modeling at Rio de Janeiro State University
- Computational Science and Engineering with Scilab
- Internacional Center for Numerical Methods in Engineering (CIMNE)